# El socorro de los pobres
El Tratado del socorro de los pobres, cuyo nombre original en latín es De subventione pauperum. Sive de humanis necessitatibus libri II (De la subvención a los pobres o sobre los humanos necesitados libro II.  ), es un libro escrito por el humanista español Juan Luis Vives, y publicado en Brujas en 1526.
La obra se divide en dos libros, dedicados respectivamente al "Origen de la necesidad y miseria del hombre" (I) y "Cuanto conviene a los gobernadores de la república cuidar a los pobres" (II).
Propone un completo conjunto de medidas para prevenir y evitar la mendicidad, así como regular la actuación de las instituciones cívicas encargadas de ello. Desde una perspectiva cristiana, insiste en que lo que Dios da a cada uno no se lo da para él solo, y de que no puede haber verdadera piedad sin el socorro o beneficencia recíproca. También señala la necesidad del trabajo y la formación y educación, como principales remedios para solventar la pobreza de la ciudad; se debe tratar de identificar a los verdaderos pobres de los falsos, y todos aquellos capacitados para trabajar deben hacerlo en beneficio propio y de la comunidad.
La obra fue muy divulgada e influyente, siendo traducida a diversas lenguas.